# 솔로몬 R. 구겐하임 재단
솔로몬 R. 구겐하임 재단(Solomon R. Guggenheim Foundation)은 솔로몬 R. 구겐하임이 세운 재단으로, 솔로몬 R. 구겐하임 미술관, 빌바오 구겐하임 미술관, 페기 구겐하임 컬렉션을 운영하고 있다.

## 같이 보기
- 구겐하임 미술관